# 1956 في فنلندا
فيما يلي قوائم الأحداث التي وقعت خلال عام 1956 في فنلندا.

## سياسة

### تعيين في المنصب
- 1 مارس – أورهو ككونن رئيس فنلندا.

### انتهاء فترة المنصب
- 1 مارس – يوهو كوستي بآسيكيفي رئيس فنلندا.
- 3 مارس – أورهو ككونن رئيس وزراء فنلندا.

## أحداث
- 25 -26 يناير: القوات الفنلندية تستعيد السيطرة على بوركالا، بعد أن خروج القوات السوفيتية من القاعدة العسكرية التي كانت متمركزة فيها. وقد سُمح للمدنيين بالعودة يوم 4 فبراير.

## مواليد

### يوليو
- 12 يوليو – ماركو بلتولا

### أكتوبر
- 20 أكتوبر – ليو بالين لاعب كرة مضرب فنلندي.

## وفيات

### أكتوبر
- 25 أكتوبر – ريستو روتي (مواليد 1889)

### ديسمبر
- 14 ديسمبر – يوهو كوستي بآسيكيفي (مواليد 1870)